# Combinatio nova
Combinatio nova (с лат. — «новая комбинация», сокращённо comb. nov. или n. comb.) — термин, используемый в биологической таксономии, означающий официальное переименование существующего научного названия организма при его переводе в другой род, изменении ранга таксона (лат. status novus, stat. nov.) или иной таксономической переработке. В отличие от species nova (нового вида), combinatio nova не обозначает ранее неизвестный организм, а трансформирует уже существующее название с сохранением видового эпитета и приведением его в соответствие с обновлённой классификацией. Для этого требуется соблюдение правил номенклатуры, включая указание базонима (изначального названия) и строгих публикационных стандартов. Это помогает сохранять устойчивость и отслеживаемость научных имён по мере развития таксономии.

## Обзор
Combinatio nova — это термин, обозначающий создание нового законного действительного названия (лат. nomen legitimum) на базе ранее опубликованного валидного названия (лат. nomen validum). Обычно подобная комбинация применяется при переносе вида в другой род, смене таксономического ранга или перемещении внутривидового таксона (например, подвид или разновидность) в другой вид. Название основывается на базониме, сохраняющем эпитет, и создаёт «устаревшую комбинацию» (superseded combination).

## Устойчивость и долговечность номенклатуры
Устаревшие комбинации — результат пересмотра классификации — часто встречаются: они составляют две трети — три четверти всех неутверждённых видов в отдельных группах, например, у гельминтов. Средняя продолжительность использования таких имён составляет около 29 лет, но может как значительно меньше, так и превышать столетие. Более старые названия, предложенные до середины XX века, сохраняются дольше, в то время как новые заменяются быстрее в связи с развитием молекулярных методов и таксономической практики.

## Требования к действительной публикации
До 1 января 1953 года новую комбинацию можно было создать, просто указав существующее имя или эпитет без ссылки на базоним. После этой даты правила ужесточились: необходимо явно указать базоним с полным ссылочным указанием (автор, место публикации, страница/таблица, год). С 2007 года цитирование базонима стало обязательным. При основании на незаконном названии (лат. nomen illegitimum) создают nomen novum (новое название), а не combinatio nova. 
В разных кодексах (МКН, ICNP, МКЗН) есть нюансы. Например, в зоологии имя автора из базонима указывается в скобках. В микологии комбинации регистрируются через базы вроде MycoBank, а в морской таксономии используется WoRMS.

### Правила и ограничения
Существует ряд правил, ограничивающих допустимость combinatio nova:
- Новые комбинации возможны только между таксонами одного ранга; при изменении ранга используют термин status novus (stat. nov.).
- При смене ранга (например, из подвида в вид) эпитет сохраняется — исходный становится новым (под)видовым эпитетом.
- В ботаническом и зоологическом кодексах используются разные форматы цитирования авторов.
- В микробиологии применяются специальные правила: при смене ранга между видом и подвидом нужно сохранить эпитет, если он легитимен.

## Типы новых комбинаций
Новые комбинации чаще всего возникают в следующих ситуациях:
1. Реинкорпорация в другой род — когда исследования показывают, что вид принадлежит к другому роду, таксономисты создают новую комбинацию, перенося видовое название на новый род. Видовой эпитет остаётся неизменным, а название рода меняется.
2. Изменение ранга — например, из подвида в вид и наоборот. При изменении ранга между видом и подвидом необходимо сохранить эпитет исходного названия, если только это не создаст незаконное название. Например, при повышении статуса подвида до вида подвидовой эпитет становится новым видовым. Аналогично, при понижении ранга вида до подвида его видовой эпитет становится новым подвидовым эпитетом[8].
3. Внутривидовой перенос — перемещение разновидностей или подвидов между видами с сохранением их внутривидового ранга. Внутривидовой эпитет сохраняется, но ассоциируется с другим видовым названием.

## Примеры
- В зоологии: в 1758 году Карл Линней описал льва как вид Felis leo. В 1816 году Лоренц Окен выделил новый род Panthera и перенёс в него вид lion. В результате рекомбинации появилось новое название Panthera leo. Автором видового названия до сих пор считается автор, впервые описавший вид, — в данном случае Линней.
- В бактериологии: Calymmatobacterium granulomatis стал Klebsiella granulomatis comb. nov. При этом эпитет остался прежним, изменился только род. Также примеры изменения ранга: Bifidobacterium pseudolongum → B. pseudolongum subsp. pseudolongum; Lactobacillus bulgaricus → L. delbrueckii subsp. bulgaricus .
- В ботанике: семейство Illiciaceae A.C.Sm. представляет собой новую комбинацию, основанную на трибе Illicieae  DC., что демонстрирует перенос таксона с сохранением его таксономического основания. Аналогично, Irvingiaceae Exell & Mendonça было установлено как новая комбинация из Irvingioideae Engl., показывая, каким образом таксономия на уровне семейств может корректироваться посредством новых комбинаций.
- Интересный случай: Pinus mertensiana Bong. был перенесён в род Tsuga, и получилось Tsuga mertensiana (Bong.) Carrière. Несмотря на ошибку в применении, базоним контролирует тип и остаётся за оригинальным названием, указанным в скобках